# 帥局
帥局（そちのつぼね、または輔局、生年不詳 - 1179年）は、高倉天皇の妃で、功子内親王の生母である。父は左近衛少将・藤原公重。

## 略歴
本名は不詳で、『尊卑分脈』と『山槐記』では「帥局」、『玉葉』では「輔局」と記される。高倉天皇が幼少時、その乳母として宮中に仕え、後に天皇の寵愛を受ける。安元2年（1176年）に皇女（後の功子内親王）を出産したが、この件について三条実房は「是神令然欤」、顕広王は「頗以所奇欤」と評している。
治承3年（1179年）1月10日に死去。彼女の娘（功子内親王）は伊勢斎宮に卜定されていたが、外祖父・藤原公重と生母の相次ぐ死を受けて野宮を退出した。この件を中山忠親は「神慮尤可恐事也」と評している。
死因については、忠親の記録に「或人云、密通之間流産云々」とあり、他者との密通による妊娠流産説が当時流布していたことが窺える。